# Lophuromys laticeps
Lophuromys laticeps — вид гризунів родини мишевих (Muridae).

## Таксономічні примітки
Таксон відокремлено від L. aquilus.

## Поширення
Демократична Республіка Конго, Уганда, Руанда, Бурунді.